# 北鷹鵑
北鷹鵑（Northern Hawk-cuckoo，學名：Hierococcyx hyperythrus）又名北方鷹鵑、北棕腹鷹鵑，是屬於杜鵑科的一種雀鳥，是鷹鵑屬的一種，它原为棕腹鹰鹃华北亚种。分布于俄罗斯远东地区、日本以及中国东北、河北、山东、江苏、福建、广东等地。该物种的模式产地在上海。

## 形態
嘴短，呈黃色，前端有闊黑環，上嘴端向下彎。眼圈黃色，腳黃色。頭、背、翼及尾上藍灰色，後枕及三級飛羽有白斑，尾上有黑褐相間的橫帶。白色下體沾淺褐色。幼鳥下體有深色縱文。體長65厘米。

## 外部連結
- 北鷹鵑[永久] - 香港生物多樣性網頁